# Fluorimeter

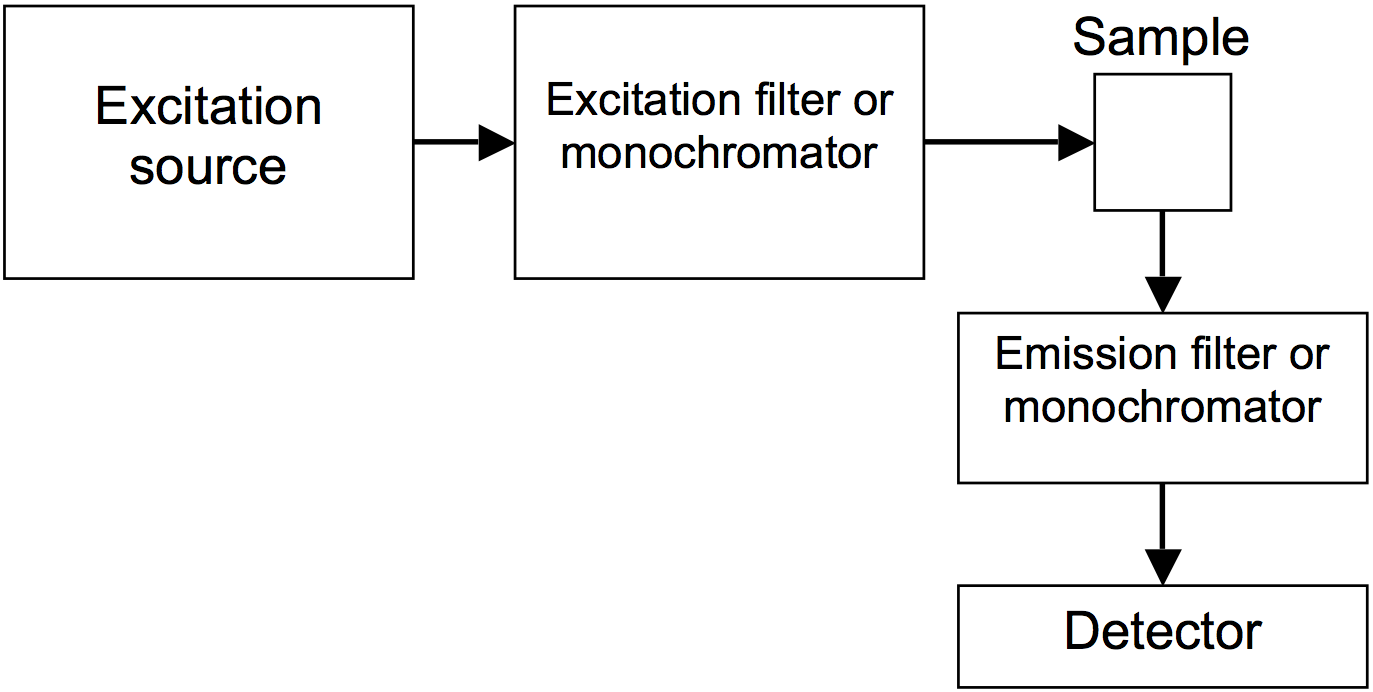
Principskiss för en fluorimeter

Fluorimeter eller fluorometer är ett optiskt instrument som mäter intensitet och våglängd hos ljus som utsänds som fluorescens.

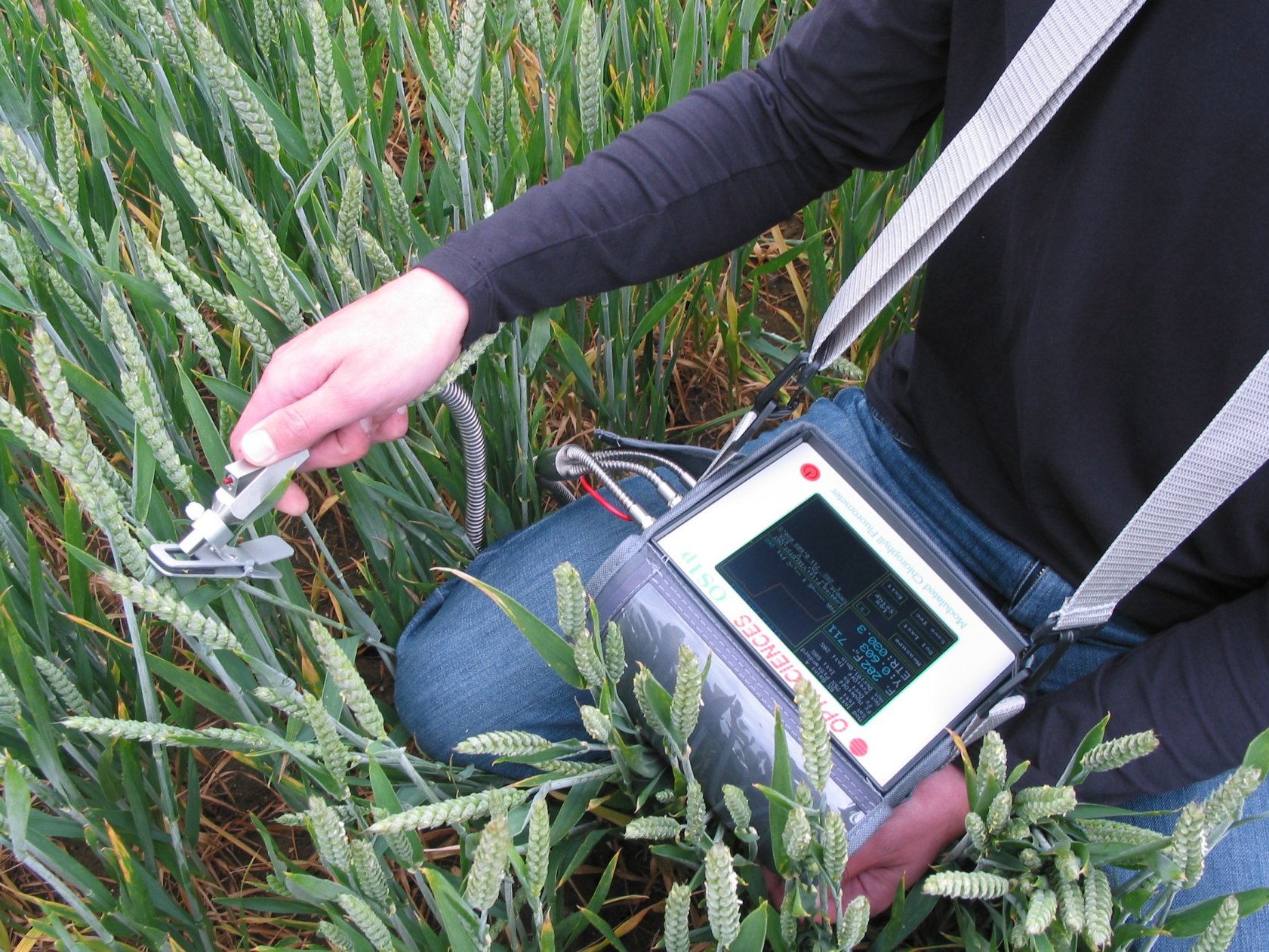
Fluorimeter för mätning av klorofyllfluorescens i växter.

Instrumentet används för att identifiera och mäta halter av fluorescerande molekyler som till exempel klorofyll i biologiska material. En modern fluorimeter kan mäta halter ned till 1 ppt.
Fluorescensanalys kan vara storleksordningar känsligare än andra tekniker. Tillämpningar finns inom kemi/biokemi, medicin, miljöövervakning. Till exempel används de för att mäta klorofyllfluorescens för att undersöka växtfysiologi.

## Komponenter och konstruktion

En förenklad design av komponenterna i en fluorimeter

Vanligtvis använder fluorometrar en dubbelstråle. Dessa två strålar arbetar tillsammans för att minska bruset som skapas från strålningsstyrkans fluktuationer. Den övre strålen passerar genom ett filter eller monokromator och passerar genom provet. Den nedre strålen leds genom en dämpare och justeras för att matcha den fluorescerande effekten som avges från provet. Ljus från provets fluorescens och den nedre, dämpade strålen detekteras av separata givare och omvandlas till en elektrisk signal som tolkas av ett digitalt system.
Inom instrumentet är givaren som detekterar fluorescens, skapad från den övre strålen, placerad på ett avstånd från provet och i 90 graders vinkel från den infallande övre strålen. Maskinen är konstruerad så här för att minska ströljus från den övre strålen som kan träffa detektorn. Den optimala vinkeln är 90 grader. Det finns två olika sätt att hantera valet av infallande ljus som är avgörande för olika typer av fluorometrar. Om filter används för att välja våglängder av ljus kallas maskinen en fluorometer. Medan en spektrofluorometer vanligtvis använder två monokromatorer, kan vissa spektrofluorometrar använda ett filter och en monokromator. Där i detta fall bredbandsfiltret verkar för att minska ströljus, från till exempel oönskade diffraktionsordningar av diffraktionsgitteret i monokromatorn.

## Användning

### Mejeriindustrin
Fluorimetri används ofta av mejeriindustrin för att verifiera om pastörisering har varit framgångsrik. Detta görs med hjälp av ett reagens som hydrolyseras till en fluorofor och fosforsyra genom alkaliskt fosfatas i mjölk. Om pastörisering har varit framgångsrik kommer alkaliskt fosfatas att denatureras helt och provet kommer inte att fluorescera. Detta fungerar eftersom patogener i mjölk dödas av en värmebehandling som denaturerar alkaliskt fosfatas.
Fluorescensanalyser krävs av mjölkproducenter i Storbritannien för att bevisa att framgångsrik pastörisering har skett, så alla brittiska mejerier är utrustade med fluorimetriutrustning.

### Proteinaggregering och TSE-kontroll
Tioflaviner är färgämnen som används för histologifärgning och biofysiska studier av proteinaggregering. Till exempel används tioflavin T i RT-QuIC-tekniken för att upptäcka transmissibel spongiform encefalopati-orsakande felveckade prioner.

### Oceanografi

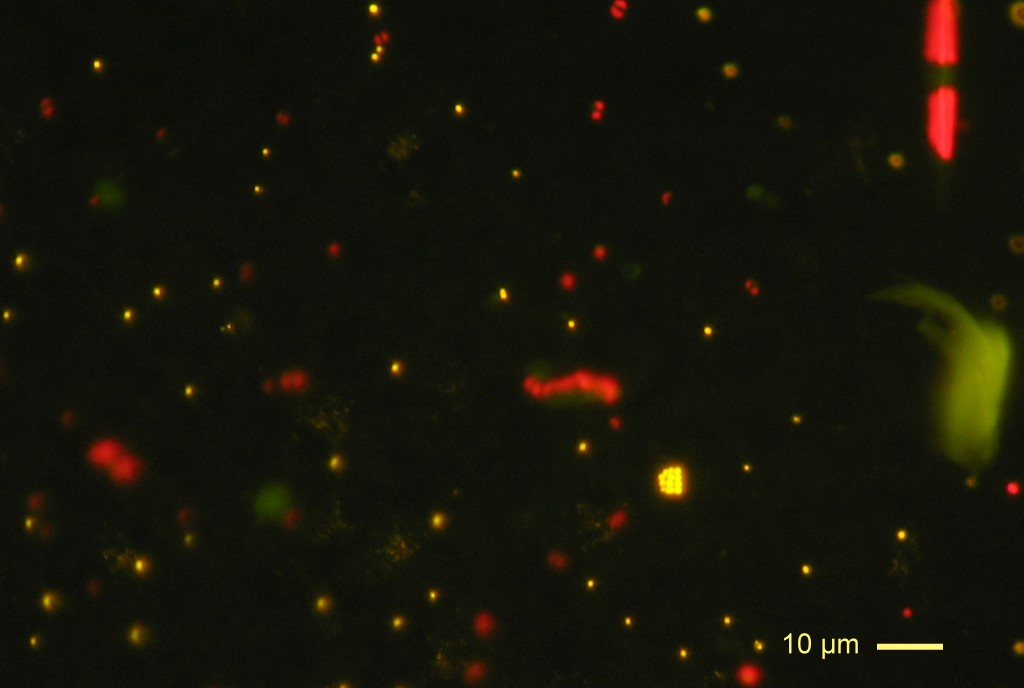
Fotosyntetiskt växtplankton från Stilla havet observerat med epifluorescensmikroskopi (blått exiterat ljus).

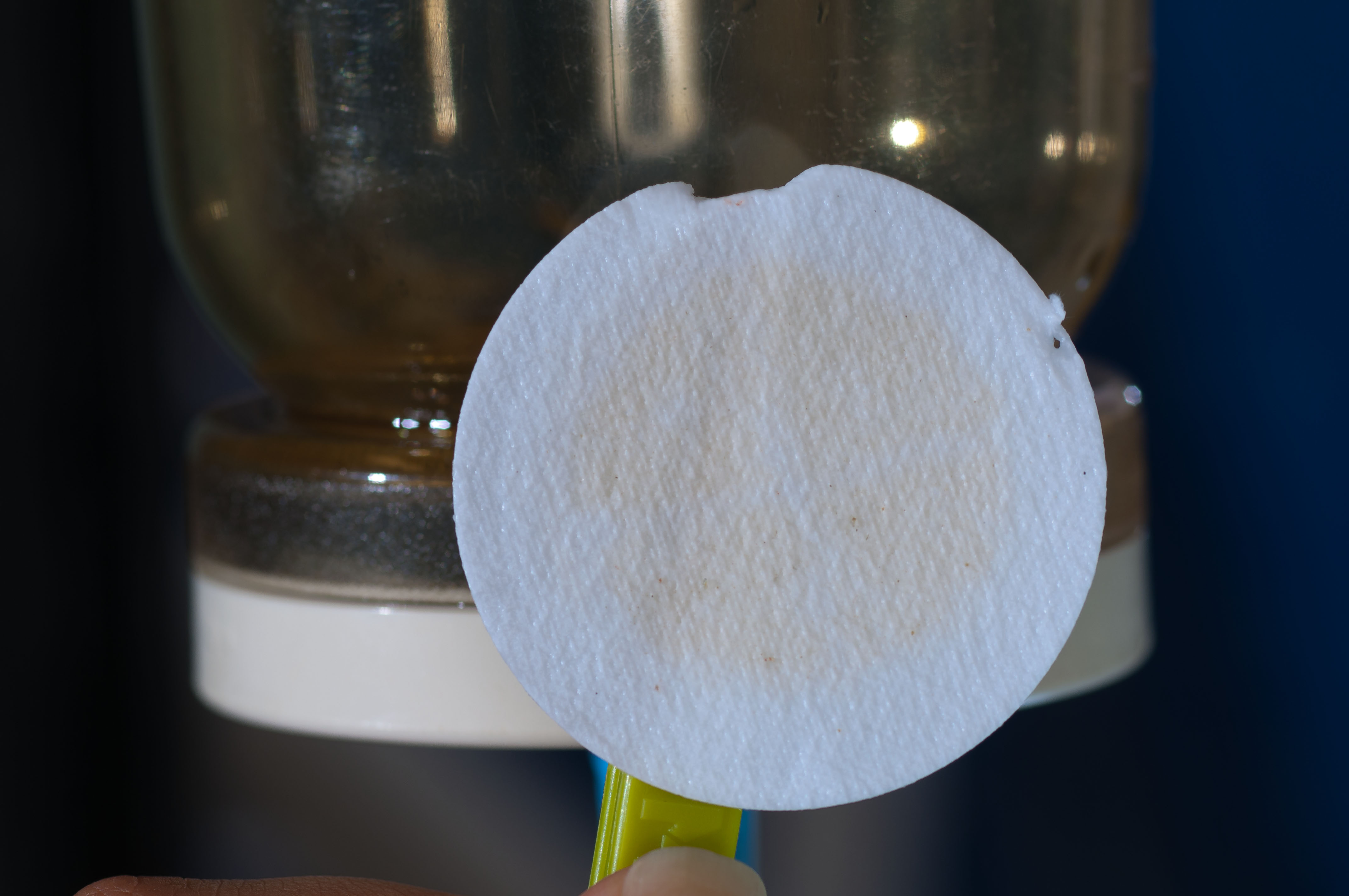
Filter efter att ett vattenprov har filtrerats genom det för att isolera växtplankton på filtret före klorofyllfluorometri på bänkskivan.

Fluorometrar används ofta i oceanografi för att mäta klorofyllkoncentrationer baserade på klorofyllfluorescens av fytoplanktoncellpigment. Klorofyllfluorescens är en allmänt använd indikator för mängden (biomassa) av mikroskopiska alger i vattnet. I labbet efter vattenprovtagning extraherar forskare pigmenten ur ett filter som innehåller växtplanktonceller och mäter sedan fluorescensen av extraktet i en bänkfluorometer i ett mörkt rum. För att direkt mäta klorofyllfluorescens "in situ" (i vattnet) använder forskare instrument som är utformade för att mäta fluorescens optiskt (till exempel sonder med extra elektroniska optiska sensorer). De optiska sensorerna avger blått ljus för att excitera växtplanktonpigment och få dem att fluorescera eller avge rött ljus. Sensorn mäter denna inducerade fluorescens genom att mäta det röda ljuset som en spänning, och instrumentet sparar det i en datafil. Sensorns spänningssignal omvandlas till en koncentration med hjälp av en kalibreringskurva i labbet, med antingen rödfärgade färgämnen som Rhodamin, standarder som Fluorescein eller levande fytoplanktonkulturer.
Havsklorofyllfluorescens mäts på forskningsfartyg, små båtar, bojar och bryggor över hela världen. Fluorometrimätningar används för att kartlägga klorofyllkoncentrationer till stöd för fjärranalys av havsfärger. Speciella fluorometrar för havsvatten kan mäta egenskaper utöver den totala mängden fluorescens, som kvantutbytet av fotokemi, tidpunkten för fluorescensen och fluorescensen hos celler när de utsätts för ökande mängder ljus. Vattenbruksverksamheter som fiskodlingar använder fluormätare för att mäta livsmedelstillgången för filterutfodring av djur som musslor och för att upptäcka uppkomsten av skadliga algblomningar (HAB) och/eller "röda tidvatten" (inte nödvändigtvis samma sak).

### Molekylärbiologi
Fluorometrar kan användas för att bestämma koncentrationen av nukleinsyra i ett prov.

## Fluorimetertyper
Det finns två grundläggande typer av fluorimetrar: filterfluorimetrarna och spektrofluorimetern. Skillnaden mellan dem är hur de väljer våglängderna för infallande ljus. Filterfluorimetrar använder filter medan spektrofluorimetrar använder gittermonokromatorer. Filterfluorimetrar köps eller byggs ofta till en lägre kostnad men är mindre känsliga och har mindre upplösning än spektrofluorimetrar. Filterfluorimetrar kan endast fungera vid våglängderna hos de tillgängliga filtren, medan monokromatorer i allmänhet är fritt avstämbara över ett relativt brett spektrum. Den potentiella nackdelen med monokromatorer härrör från samma egenskap, eftersom monokromatorn kan felkalibreras eller feljusteras, då filtrens våglängd fixeras vid tillverkning. 
- Filterfluorometer
- Spektrofluorometer
- Integrerad fluorometer